# Jennifer Redfearn
Jennifer Redfearn (* 1975 oder 1976 in New York City, New York) ist eine US-amerikanische Filmproduzentin und Filmregisseurin im Bereich Dokumentarfilm, die bei der Oscarverleihung 2011 eine Nominierung in der Kategorie bester Dokumentar-Kurzfilm für ihren Film Sun Come Up erhielt.
Redfearns Karriere im Filmgeschäft begann bei 2006 als Kameraassistentin bei dem Film Black Sorority Project: The Exodus. Seit 2008 ist sie als Filmproduzentin für Dokumentarfilme und -serien verantwortlich.
Sie machte ihren Bachelor am Wellesley College und ihren Master an der Columbia University. Mit ihrem Ehemann Tim Metzger gründete 2010 sie die Filmproduktionsgesellschaft Red Antelope Films.

## Filmografie (Auswahl)
- 2008: 911: The Bronx (Fernsehdokumentation)
- 2008: Beyond Our Differences
- 2010: When the Water Ends
- 2011: Sun Come Up
- 2012: Rite of Passage (Kurzfilm)
- 2016: Morgan Freeman: Mysterien des Weltalls (Through the Wormhole with Morgan Freeman, Fernsehserie)